# The Beatles' Story
The Beatles' Story je šesti album skupine The Beatles, ki je bil izdan v ZDA. Izšel je 23. novembra 1964 pri založbi Capitol. The Beatles' Story je dokumentarni dvojni album, ki vsebuje intervjuje, tiskovne konference in odlomke pesmi. Prvotno je založba Capitol nameravala izdati koncert Beatlesov iz Hollywood Bowl-a, ki se je zgodil leta 1964. Zaradi vreščanja gledalcev, ki bi motilo poslušalce, pa so projekt opustili.

## Seznam skladb
| Stran 1 | Stran 1                                  | Stran 1 |
| Št.     | Naslov                                   | Dolžina |
| ------- | ---------------------------------------- | ------- |
| 1.      | „On Stage with the Beatles‟              | 1:03    |
| 2.      | „How Beatlemania Began‟                  | 1:20    |
| 3.      | „Beatlemania in Action‟                  | 1:25    |
| 4.      | „Man Behind the Beatles – Brian Epstein‟ | 2:47    |
| 5.      | „John Lennon‟                            | 5:50    |
| 6.      | „Who's a Millionaire?‟                   | 0:39    |

| Stran 2 | Stran 2                                | Stran 2 |
| Št.     | Naslov                                 | Dolžina |
| ------- | -------------------------------------- | ------- |
| 1.      | „Beatles Will Be Beatles‟              | 7:28    |
| 2.      | „Man Behind the Music – George Martin‟ | 1:04    |
| 3.      | „George Harrison‟                      | 4:46    |

| Stran 3 | Stran 3                                  | Stran 3 |
| Št.     | Naslov                                   | Dolžina |
| ------- | ---------------------------------------- | ------- |
| 1.      | „A Hard Day's Night – Their First Movie‟ | 3:08    |
| 2.      | „Paul McCartney‟                         | 2:45    |
| 3.      | „Sneaky Haircuts and More About Paul‟    | 3:29    |

| Stran 4 | Stran 4                        | Stran 4 |
| Št.     | Naslov                         | Dolžina |
| ------- | ------------------------------ | ------- |
| 1.      | „The Beatles Look at Life‟     | 2:05    |
| 2.      | „Victims' of Beatlemania‟      | 1:10    |
| 3.      | „Beatle Medley‟                | 3:58    |
| 4.      | „Ringo Starr‟                  | 6:24    |
| 5.      | „Liverpool and All the World!‟ | 1:05    |